# 上海银行间同业拆放利率
上海银行间同业拆放利率（The Shanghai Interbank Offered Rate，缩写为Shibor），是由位于中国上海市的全国银行间同业拆借中心计算、发布并命名的，由信用等级较高的商业银行组成报价团自主报出的人民币同业拆出利率计算确定的算术平均利率，是单利、无担保、批发性利率。根据期限的不同，对社会公布的Shibor共包括隔夜、1周、2周、1个月、3个月、6个月、9个月及1年等八种。Shibor自2007年1月4日起正式对社会发布，被认为是中国基准利率的雏形。

## 实施准则
根据《上海银行间同业拆放利率（Shibor）实施准则》，Shibor报价银行必须是具有公开市场一级交易商或外汇市场做市商资格，在货币市场上人民币交易相对活跃、信用等级较高、具有较强的利率定价能力且信息披露比较充分的商业银行。中国人民银行成立Shibor工作小组，依据该准则确定和调整报价银行团成员、监督和管理Shibor运行、规范报价行与指定发布人行为。全国银行间同业拆借中心受权为Shibor的指定发布人，负责计算和信息发布。在每个交易日根据各报价行的报价，剔除最高、最低各4家报价，对其余报价进行算术平均计算后，得出各期限品种的Shibor，并于11:30对外发布。
Shibor报价银行团目前由包括中国工商银行、中国农业银行、汇丰中国在内的18家银行组成。2007年2月2日，兴业银行与太平人寿资产管理公司在银行间市场达成了首笔以Shibor为基准的“人民币远期利率协议”。